# Hate Crew Deathroll
Hate Crew Deathroll es el cuarto álbum de estudio la banda finlandesa de death metal melódico Children of Bodom, el cual fue lanzado bajo la discográfica Century Media. Este es el último álbum en que el guitarrista Alexander Kuoppala participa. Fue exitoso tanto en Europa como en EE. UU., luego de que el vídeo de "Needled 24/7" apareciera en MTV2, en el Headbanger's Ball. "Needled 24/7" también estuvo en el documental de heavy metal Metal: A Headbanger's Journey.
Este álbum mostró el sonido de la banda volverse un poco más simple y más orientado al thrash metal que los álbumes anteriores. Los teclados toman menos protagonismo, mientras que las guitarras se mantienen como el instrumento predominante.
Las canciones "Sixpounder" y "Angels Don't Kill" son tocadas en un tono Drop C (CGCFAD), que es más bajo que el tono D que la banda usa habitualmente.
La banda lanzó un vídeo para "Needled 24/7", pero terminó siendo demasiado caro y no salió como ellos imaginaban. Para reparar esto, hicieron un vídeo para "Sixpounder". Este vídeo tiene una versión editada, en que la sangre se ve menos realista, y la licencia al principio sólo dice "COB 6 6". Al final de Needled 24/7 hay una frase: "Death? What do yall know about death?" (¿Muerte? ¿Qué saben sobre la muerte?) extraída de la película Platoon.
"You're Better Off Dead" fue el único sencillo de este álbum. El sencillo contenía también una versión de "Somebody Put Something in my Drink" de The Ramones.
"Bodom Beach Terror" incluye una frase de la película American Psycho. "My pain is constant and sharp and I do not hope for a better world for anyone, in fact I want my pain to be inflicted on others." (Mi sufrimiento es constante y agudo y yo no espero un mejor mundo para nadie, de hecho quiero que mi sufrimiento sea infligido en otros). La frase puede oírse al final de la canción, luego continúa hasta el principio de la siguiente canción, "Angels Don't Kill", con "I want no one to escape." (No quiero que nadie escape).
Sólo vienen incluidas las letras de "Needled 24/7", "Chokehold (Cocked 'n' Loaded)", "You're Better Off Dead" y "Hate Crew Deathroll", dejando el resto de las letras a quien escuche la canción, para tomar su propio significado. De todos modos, pueden ser encontradas en muchos sitios de letras de canciones.

## Lista de canciones
1. "Needled 24/7" – 4:08
2. "Sixpounder" – 3:24
3. "Chokehold (Cocked 'n' Loaded)" – 4:12
4. "Bodom Beach Terror" – 4:35
5. "Angels Don't Kill" – 5:13
6. "Triple Corpse Hammerblow" – 4:06
7. "You're Better Off Dead" – 4:11
8. "Lil' Bloodred Ridin' Hood" – 3:24
9. "Hate Crew Deathroll" – 3:38

## Edición limitada
1. "Silent Scream (Slayer cover)" – 4:28
2. "Don't Stop At The Top (Scorpions cover)" - 3:27

## Créditos
- Alexi Laiho - Voces/Guitarra líder
- Alexander Kuoppala - Guitarra rítmica
- Janne Wirman - Teclados
- Henkka Seppälä - Bajo
- Jaska Raatikainen - Batería

## Información adicional
- Toda la música por Alexi Laiho, excepto "Lil' Bloodred Ridin' Hood" por Alexi Laiho/Alexander Kuoppala.
- Todas las letras por Alexi Laiho, excepto "Chokehold (Cocked 'n' Loaded)" por Alexi Laiho/Alexander Kuoppala/Henkka Seppala.

## Posicionamiento
| Listas (2003)                       | Posición |
| ----------------------------------- | -------- |
| Finlandia (Suomen Virallinen Lista) | 1        |
| Francia (SNEP)                      | 74       |
| Alemania (Offizielle Top 100)       | 45       |
| Hungría (MAHASZ)                    | 30       |
| Suecia (Sverigetopplistan)          | 36       |